# Jean-Baptiste Barthélemy de Lesseps
Jean-Baptiste Barthélemy de Lesseps (Sète, 27 gennaio 1766 – Lisbona, aprile 1834) è stato un diplomatico, scrittore ed esploratore francese, membro della spedizione scientifica condotta da Jean-François de La Pérouse.

## Biografia
Trascorse l'infanzia tra Amburgo e San Pietroburgo, dove suo padre Martin de Lesseps (1730–1807) fu agente consolare. All'età di 12 anni parlava fluentemente russo, tedesco e spagnolo, oltre al francese. Dopo aver studiato per cinque anni al collegio dei gesuiti di Versailles, tornò a San Pietroburgo nel 1783.
Fu nominato viceconsole a Kronštadt, dove l'ambasciatore francese in Russia, de Ségur, lo incaricò di portare importanti notizie a Versailles. Lì incontrò Paul Antoine Fleuriot de Langle, secondo in comando della spedizione di Jean-François de La Pérouse. La Pérouse chiese al ministro della Marina e delle colonie, Charles Eugène Gabriel de la Croix, di consentire l'ingresso di Lesseps nella spedizione nel ruolo di interprete di russo poiché la rotta prevista avrebbe attraversato il territorio russo nell'Oceano Pacifico nord-occidentale.
Le fregate lasciarono Brest il 1º agosto 1785. De Lesseps partì sulla nave comandata da Paul Antoine Fleuriot de Langle. Inizialmente le navi si diressero a sud nell'Oceano Atlantico, doppiarono Capo Horn raggiungendo il Pacifico e fecero scalo all'Isola di Pasqua, alle Hawaii, in Alaska, a Macao e a Manila. Dopo aver attraversato il Mar del Giappone e il Mare di Ochotsk approdarono nel porto di Petropavlovsk-Kamčatskij sul lato orientale della penisola di Kamchatka.

## Viaggio transcontinentale

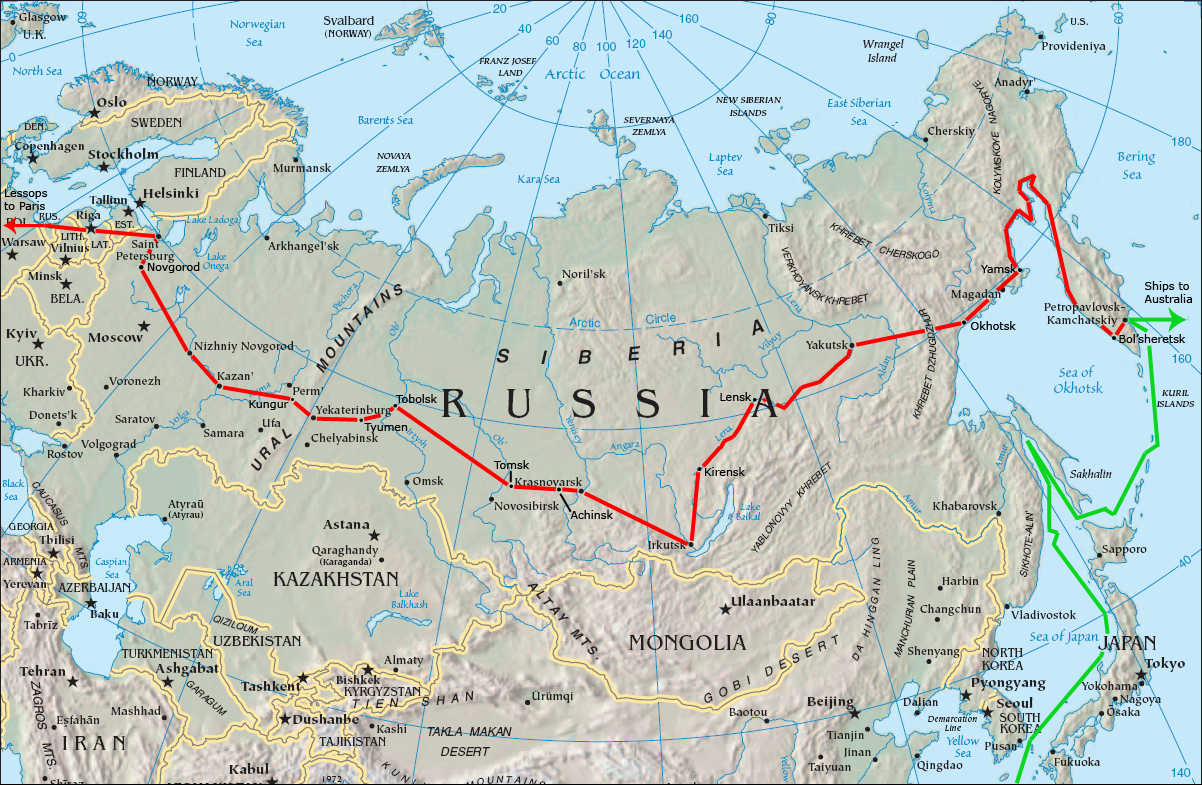
Percorso di Barthélemy de Lesseps nella spedizione La Pérouse

La Pérouse ricevette l'ordine di procedere il più rapidamente possibile verso l'Australia per indagare su un presunto insediamento britannico a Botany Bay. Le navi partirono il 7 ottobre 1787 e de Lesseps partì una settimana dopo con Kassloff Ougrenin, governatore di Okhotsk, viaggiando per 160 chilometri attraverso la penisola fino a Bolsheretsk, un viaggio che durò due settimane. Da lì speravano di salpare per Okhotsk; constatato che non era possibile a causa del ghiaccio, decisero di proseguire via terra lungo la costa del Mare di Okhotsk. De Lesseps scelse di separarsi dal gruppo principale, raggiungendo Jamsk a fine aprile.

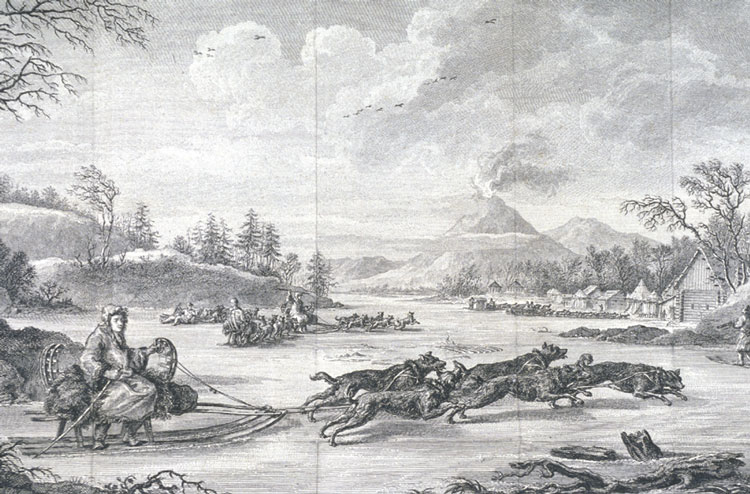
Lesseps attraversa la penisola della Kamchatka su una slitta trainata da cani

Nel luglio 1788 risalì il fiume Lena fino a Lensk e poi Kirensk; all'epoca entrambe le città erano costituite da poco più che poche capanne di legno. Dopo alcune difficoltà proseguì a cavallo fino a Irkutsk, vicino all'estremità sud-occidentale del Lago Bajkal. De Lesseps utilizzò una carrozza per viaggiare attraverso Krasnojarsk, Ačinsk, Tomsk, Tobol'sk, Tjumen', Ekaterinburg e Kungur negli Urali fino a Kazan', dove rimase ferito in un incidente. Per evitare di bloccare nuovamente il viaggio, proseguì tuttavia verso Nižnij Novgorod, poi Velikij Novgorod, raggiungendo San Pietroburgo, la sua destinazione prevista, il 22 settembre 1788, a oltre un anno di distanza dalla sua partenza.
Tuttavia questa non fu la fine del suo viaggio. Dopo aver consegnato i rapporti di La Pérouse all'ambasciatore francese, apprese che era atteso a Parigi, quindi proseguì attraverso Riga, Königsberg e Berlino, raggiungendo Parigi il 17 ottobre. Nella capitale francese fu accolto come un eroe e venne ricevuto a Versailles dal nuovo segretario di Stato per la Marina, César Henri, conte de La Luzerne, e dal Re Luigi XVI, che lo nominarono console a Kronštadt.

## Carriera durante e dopo la Rivoluzione
La sua nomina a Kronstadt lo tenne lontano dalla violenza della Rivoluzione francese . Nel 1794 fu nominato assistente di Pierre Ruffin a Costantinopoli, ex console francese in Crimea. Dopo la spedizione di Napoleone Bonaparte in Egitto nel 1798, ci fu un grande malcontento contro i francesi, che furono sottoposti a soprusi e violenze. Fu incarcerato con la moglie e i figli nella Fortezza di Yedikule di Costantinopoli per tre anni. Nell'agosto 1801, in seguito all'abbandono francese dell'Egitto, furono rilasciati.
Al suo ritorno in Francia, Napoleone Bonaparte, all'epoca Primo Console, lo inviò a San Pietroburgo per organizzarvi un Consolato Generale. All'inizio del 1802 fu incaricato di rifornire di legname la marina francese. Nel 1812, dopo che i rapporti con la Russia furono nuovamente interrotti, lui e la sua famiglia dovettero partire in patria. Nel settembre dello stesso anno fu nominato Console generale a Mosca da Napoleone. In seguito fu trasferito a Lisbona, dove trascorse i successivi 20 anni fino alla sua morte nel 1834.

## Opere
- Journal historique du voyage de M. de Lesseps, consul de France, employé dans l'expédition de M. le comte de la Pérouse en qualité d'interprète du roi ; depuis l'instant où il a quitté les frégates Françaises au port Saint-Pierre et Saint-Paul du Kamtschatka jusqu'à son arrivée en France le 17 octobre 1788, Paris, Impr. royale 1790, 2 vol. Royal 1790, 2 vol. in 8. in 8.[10]
- Le messager de Lapérouse, du Kamtchatka à Versailles, J.B.B. de Lesseps, texte retranscrit et mis en forme par Catherine Marion, assistée de Grégoire Foussé, dans la collection Récits introuvables des éditons Pôles d’images, 2004.
- La Boussole, Des confins de la Sibérie à Versailles avec le messager de Lapérouse (1787–1788) (rough translation: The compass, From the confines of Siberia to Versailles with the messenger of La Pérouse (1787–1788)), Guy Vassal, Paris, 2006[11]